# Longus

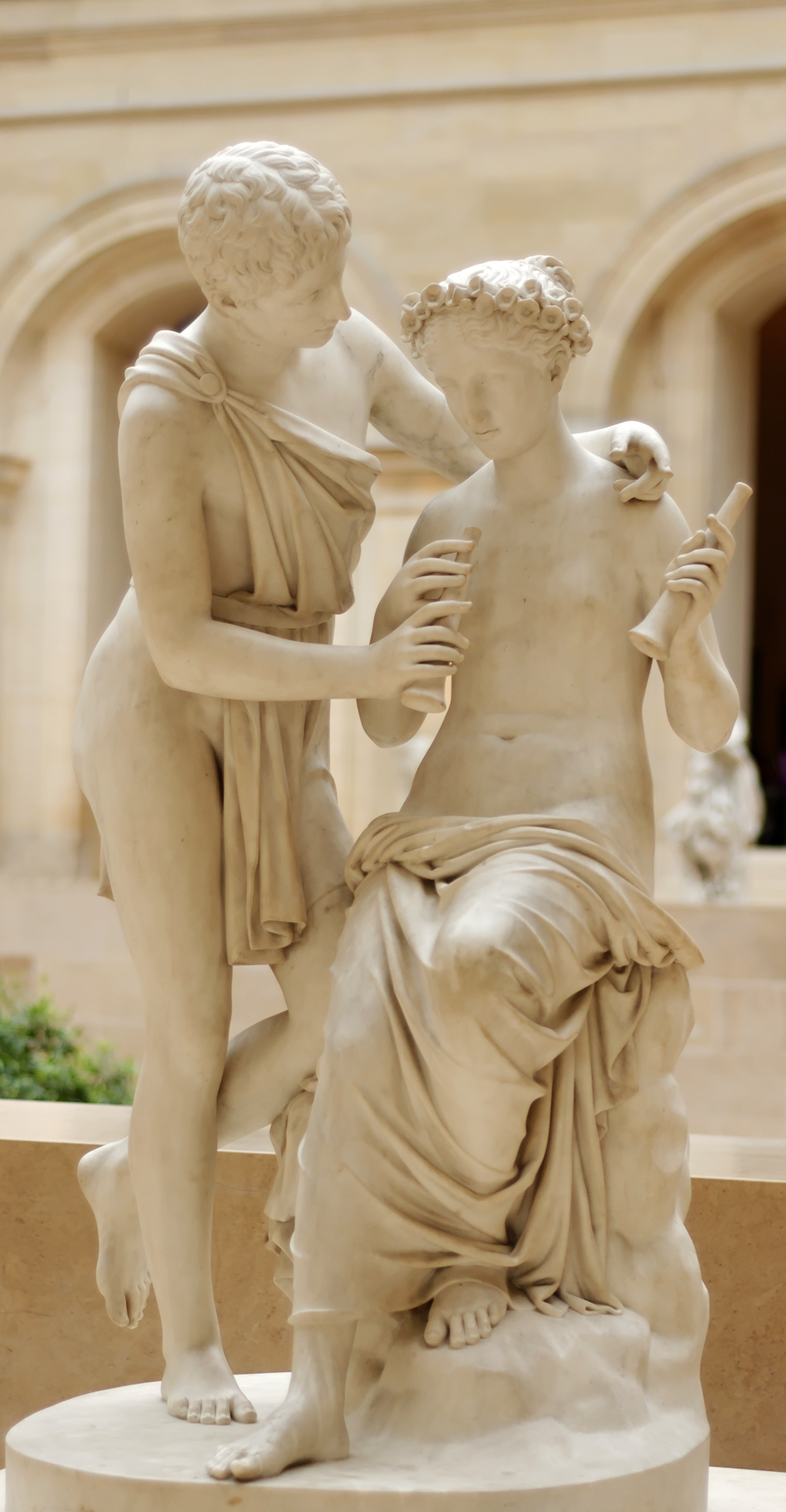
Dafnis i Cloe de Jean-Pierre Cortot

Longus (grec antic: Λόγγος), anomenat 'el Sofista', va ser un novel·lista de la Grècia antiga autor de l'obra Dafnis i Cloe, de vegades presentada amb el títol de Pastorals de Longus, considerada com la primera novel·la pastoral. Es coneix molt poc de la seva vida i a partir del pròleg de Dafnis i Cloe se suposa que va viure a l'illa de Lesbos (on es desenvolupa l'obra) durant el segle II, en època d'Hadrià, però podria ser altrament. Aquesta obra fou impresa per primer cop a la ciutat de Florència el 1598.
S'ha suggerit que el nom Longus és una mala interpretació del títol de l'obra del manuscrit florentí (Λεσβιακῶν ἐρωτικῶν λόγοι). Seiler també fa l'observació que el millor manuscrit comença i acaba amb λόγου (no amb λόγγου) ποιμενικῶν. Si el seu nom era realment Longus, probablement era un llibert d'alguna família romana que tenia aquest nom com a cognomen.
L'elecció de l'illa de Lesbos com a escenari de la trama podria haver estat guiada per una referència a la poetessa arcaica Safo, que era originària d’allí i és una de les principals inspiracions de l’autor.
És evident, per les al·lusions presents a la novel·la, que Longus coneixia bé la poesia grega arcaica (Safo) i hel·lenística, en particular la poesia pastoral (Teòcrit), el teatre i la literatura antiga grega de l’època romana (especialment les Bucòliques de Virgili): s'hi inspira i l’utilitza en la composició de la seva trama, els noms dels personatges, les descripcions i els símbols presents a la novel·la.